# NCIA
La NATO Communications and Information Agency (NCI Agency) è stata fondata il 1º luglio 2012 come risultato della fusione della NATO Consultation, Command and Control Agency (NC3A), della NATO ACCS Management Agency (NACMA), della NATO Communications and Information System Services Agency (NCSA), del programma ALTBMD ed elementi del NATO HQ. Ha sede a Bruxelles.
L'istituzione dell'Agenzia è parte di una più ampia riforma della NATO.
L'agenzia è il supporto NATO per l'IT e per il C4ISR. L'agenzia ha uffici sparsi in più di 30 diverse località. I quattro campus principali sono nelle città di Bruxelles e Mons, in Belgio; L'Aia, nei Paesi Bassi e Oeiras, in Portogallo.